# 上海辞書出版社
上海辞書出版社（シャンハイじしょしゅっぱんしゃ）は中華人民共和国の出版社。辞書等の工具書の出版を専門とし、1958年8月に設立された中華書局辞海編集部を前身とし、1978年1月現社名に改称している。ISBNコードは7-5326。
上海辞書出版社を代表する出版物である総合辞典の『辞海』は、総発行部数が1600万冊を超えており、また特大型の総合辞典『大辞海』も出版している。その他の代表出版物としては『当代漢語詞典』、『中国成語大辞典』、『東南亜歴史詞典』及び文学鑑賞辞典（唐詩、宋詞、元明清詞、古文、現代散文など）。
本社は上海市静安区陝西北路457号、何東上海公館に隣接し、上海市内の歴史建築物の1つである。